# Cloud Nine (musikalbum av Kygo)
Cloud Nine är debutalbumet av den norske DJ:n och producenten Kygo och innehåller samarbeten med Conrad Sewell, Parson James, Tom Odell, Foxes, Matt Corby, RHODES, Will Heard, Julia Michaels, James Vincent McMorrow, Kodaline, Labrinth, John Legend och Angus & Julia Stone. Albumet släpptes den 13 maj 2016 genom Sony Music och Ultra Music.

## Singlar
Albumets första singel, Firestone, med den australiske sångaren Conrad Sewell, släpptes den 1 december 2014. Debutsingeln gav internationella framgångar och fanns med på flera topplistor däribland VG-listan där låten toppade listan. "Firestone" bidrog till att genren tropical house blir mer populär under 2014. Mot slutet av 2015 bekräftades det att låten skulle vara ledmotivet på debutalbumet. 
Den andra singeln, Stole the Show, med Parson James, släpptes den 23 mars 2015. Den nådde förstaplatsen på den norska, franska och svenska topplistan, samt nådde topp 10 i mer än 20 länder runtom i världen. 
Nothing Left, med Will Heard släpptes som tredjesingel den 31 juli 2015. Även denna singel fanns med på flera internationella topplistor.
Stay, med Maty Noyes, släpptes den 4 december 2015 som den fjärde singeln från albumet. Låtens premiärliveframträdande ägde rum under finalen av svenska Idol 2015 i Globen i Stockholm. 

### PR-singlar
Efter det försenade skivsläppet meddelade Kygo att han skulle släppa tre PR-singlar fram till debutalbumets release. Den första PR-singeln, "Fragile", är ett samarbete med Labrinth och släpptes den 18 mars 2016. Den andra PR-singeln, "Raging" med Kodaline, släpptes den 1 april samma år. Slutligen släpptes den tredje PR-singeln "I'm In Love" (ft. James Vincent McMorrow) den 22 april – tre veckor innan skivsläppet.

## Recensioner
Cloud Nine har fått blandade omdömen av musikkritiker. David Smith från Evening Standard gav albumet två av fem stjärnor med kommentaren att Cloud Nine är "superficially pretty with little of real substance." I en mer negativ recension skrev Ben Beaumont-Thomas från The Guardian att låtarna är "joyless and chemically castrated of any passion or sexuality".

## Låtlista
| 1.           | Intro                                         | Kyrre Gørvell-Dahll                                                        | 2:08  |
| 2.           | Stole the Show (med Parson James)             | Gørvell-Dahll, Kyle Kelso, Michael Harwood, Marli Harwood                  | 3:42  |
| 3.           | Fiction (med Tom Odell)                       | Gørvell-Dahll, Tom Odell, Björn Yttling                                    | 4:03  |
| 4.           | Raging (med Kodaline)                         | Gørvell-Dahll, Mark Williams, Derek Fuhrmann, James Bay                    | 3:44  |
| 5.           | Firestone (med Conrad Sewell)                 | Gørvell-Dahll, Conrad Sewell, Martijn Konignenburg                         | 4:33  |
| 6.           | Happy Birthday (med John Legend)              | Gørvell-Dahll, John Legend                                                 | 4:10  |
| 7.           | I'm in Love (med James Vincent McMorrow)      | Gørvell-Dahll, James Vincent McMorrow                                      | 3:32  |
| 8.           | Oasis (med Foxes)                             | Gørvell-Dahll, Louisa Rose Allen, Kevin Rudolf, Sia Furler, Ivan Corraliza | 3:57  |
| 9.           | Not Alone (med RHODES)                        | Gørvell-Dahll, David Rhodes, Natalie Salter                                | 3:25  |
| 10.          | Serious (med Matt Corby)                      | Gørvell-Dahll, Matt Corby                                                  | 3:54  |
| 11.          | Stay (med Maty Noyes)                         | Gørvell-Dahll, Maty Noyes, William Wiik Larsen                             | 3:59  |
| 12.          | Nothing Left (med Will Heard)                 | Gørvell-Dahll, Will Heard                                                  | 3:56  |
| 13.          | Fragile (med Labrinth)                        | Gørvell-Dahll, Jimmy Messer, Timothy McKenzie                              | 3:50  |
| 14.          | Carry Me (med Julia Michaels)                 | Gørvell-Dahll, Julia Michaels, Justin Tranter                              | 3:53  |
| 15.          | For What It's Worth (med Angus & Julia Stone) | Gørvell-Dahll, Angus & Julia Stone                                         | 3:03  |
| Total längd: | Total längd:                                  | Total längd:                                                               | 55:49 |

## Utgivning
| Land    | Datum       | Format               | Skivbolag   |
| ------- | ----------- | -------------------- | ----------- |
| Globalt | 13 maj 2016 | CD, digital download | Sony, Ultra |